# 꾸러기 닌자 토리
꾸러기 닌자 토리(일본어: 忍者ハットリくん, 닌자 핫토리군)은 후지코 후지오 Ⓐ에 의한 일본의 생활 개그 만화 작품 및 이를 원작으로 하는 텔레비전 영화, TV 애니메이션, 극장 애니메이션 작품이다. 또한 작품에 등장하는 주요 인물 중 하나인 핫토리 간조(일본어: 服部貫蔵 ハットリカンゾウ[*])의 명칭(통칭)이기도 하다. 카툰 네트워크에서는 뉴 꾸러기 닌자 토리라는 이름으로 방영하였다.

## 개요
만화 잡지 《소년》에서 1964년부터 1968년까지 《코로코로 코믹》, 《테레비군》 등 쇼가쿠칸의 학년별 학습 잡지(이상 쇼가쿠칸)에서 1981년부터 1988년까지 연재되었다.
핫토리군이 도쿄에 나오고 미쓰바네 집에서 얹혀 살며 여러 가지 소동을 일으키는 이야기이다. 미쓰바 켄이치와의 우정도 담겨져 있는 한편, 다양한 인술을 소개하는 작품이기도 하다. 또한 현대 사회와 거리가 먼 닌자가 등장하여 본작의 재미를 더하고 있다.
이전 원작과 모노쿠로 실사판, 애니메이션판은 생활 개그 중심의 스토리로 새로운 원작(현재 단행본으로는 《신 닌자 핫토리군》)생활 중심의 스토리 외에도 다양한 닌자의 라이벌이 등장해서 서로 싸우거나 연속되는 모험의 이야기도 나오고 버라이어티한 이야기가 나오고 있다.
후지코 후지오 Ⓐ가 후지코 F. 후지오와 콤비를 해체하기 전에는 《파만》과의 콜라보레이션 작픔으로 극장판 애니메이션과 그것의 원작(집필은 후지코 후지오 Ⓐ)도 만들어졌다. 이 작품들은 텐토우무시 코믹스에는 나오고 있지만 권리 문제 때문인지 현재 발매되고 있는 단행본에는 나오지 않고 있다.
저자인 후지코 후지오 Ⓐ는 자신의 작품 중에서는 제일 좋아하는 것으로 알려져 있다. 1960년대의 "소년" 연재 시대에서도 상당한 힘을 들어 집필하고 있었지만 잡지의 휴간 직전인 1968년 1월에 연재가 종료되었다. 게재 최종화는 특히 최종화가 의식되지 않은 보통의 에피소드(그러나 전후편)이다. 그리고 1981년, 일련의 후지코 애니메이션 붐을 타고 애니메이션화가 결정되어서 1980년대에 맞춘 새로운 연재가 시작되었다. 저자는 애니메이션판의 성우의 개성 넘치는 연기에 감명을 받아 붓이 진행되었다고 말하고 있다(문고판 후기보다). 새로운 원작은 월간 잡지 연재작이지만 후지코 후지오 Ⓐ의 작품 중에서는 가장 오래되었고 1988년에 이전 시리즈에서 햇수로 20년 가까이해서 처음 최종화가 그려졌다.
단행본의 발행 시기에 따라 수록 작품의 설정이 부분적으로 변경되는 경우가 있다. 일례적으로 "미타카! 알았는가?! 핫토리 타법"("소년" 1965년(쇼와 40년) 3월호 게재)은 야구의 팔을 선보였으며 그래서 "야구는 인법에 비슷하다."라는 취지의 대사 후에 3명의 프로 야구 선수 이름을 내면서 "○○, ○○, ○○이라면 닌자가 될 수 있다."(○○은 야구 선수의 이름.)이라는 취지의 대사를 말하는 켄이치가 닌자 옷을 입은 3명을 상상하는 장면이었다. 이 ○○에 들어갈 선수의 이름과 켄이치가 생각하는 선수의 그림은 항상 변경되어 있다.
- 1968년 초판의 SUNDAY COMICS - 나가시마 (나가시마 시게오), 히로세 (히로세 요시노리), 요시다 (요시다 요시오)
- 1982년 발행 텐토우무시 코믹스 - 오 (오 사다하루), 야마모토 (야마모토 코지), 가케후 (가케후 마사유키)
  - ※ 덧붙여 이 당시 오 사다하루는 현역에서 은퇴했다.
- 1990년대 후반 무렵의 신간 - 기요하라 (기요하라 가즈히로) 이치로, 마쓰이 (마쓰이 히데키)

1980년대부터 말기까지 스미토모 은행의 노벨 티 굿즈의 캐릭터가 되었다. 또한 후지코 후지오 Ⓐ의 출신지인 도야마현 히미시에서는 닌자 핫토리군이 PR 캐릭터이며 시의 이벤트 등에서는 핫토리군 인형이 자주 등장한다. 또한 히미 시의 히미마치 쇼텐마치는 핫토리군을 중심으로 한 후지코 Ⓐ 작품의 캐릭터의 유물과 예술이 다수 존재한다. "닌자 핫토리군 로드"를 중심으로 한 "닌자 핫토리군을 만날 수 있는 도시"로 관광객들을 모으고 있다.

## 등장 인물

### 이가(伊賀)류 닌자(와룡가문)
- 핫토리 간조 (服部貫蔵) / 토리 (성우 : 호리 준코/김서영, 김율)

이가(伊賀)류 닌자이며, 주인공이다. 나이는 11세로, 켄이치(타로)보다 1살 연상이다. 어린 나이이지만 웬만한 둔갑술은 잘하고, 특히 변장을 한다, 그리고 그만큼 열심히 수련을 하게 된다. 수행을 위해서 켄이치의 집에서 키웠다. 한국판에서 서남 방언을 한다. 뛰어다닐 때는 '닌닌닌닌~!'하는 기합을 외친다. 목욕을 할 때 절대로 머리의 두건을 벗지 않고 항상 같을 옷을 입고 있다. 초기에는 천장에 거꾸로 매달려 자는 설정이었지만, 장기화가 되자 어느 순간부터 켄이치 방 윗쪽에 따로 자기 방을 만들고 평범하게 바닥에 이불을 깔고 잔다. 볼딱지에 그려져 있는 소용돌이에다가 낙서권법으로 낙서를 하면 닌자로서의 능력이 사라져 버리는 것 같은 느낌이 든다.
- 핫토리 신조(服部心蔵) / 토토 (성우 : 미타 유코/김정아)

핫토리 간조(토리)의 동생 닌자. 나이는 5세. 아직은 견습닌자이기 때문에 사용할 수 있는 기술에는 한계가 있는 듯하다. 울음을 터뜨렸을 때는 완전 소음급이며, 나무가 파괴될 위력을 가지고 있다. 뛰어다닐 때는 '신신~!'하는 기합을 외친다. 먹을 것을 좋아하며 사시마루와 친하지만 말싸움을 하기도 한다.
- 시시마루(獅子丸) / 몽몽 (성우 : 오가타 겐이치/엄상현)

이가(伊賀)류 닌자개로 품종은 차우차우. 간조의 심복. 신조(토토)를 데려다 키웠다. 머리가 좋으며 말도 할 수 있다. 대단한 먹보라서 미츠바(타로) 집안의 냉장고 안을 싹쓸히 버리는 일도 일상다반사이며, 어묵을 좋아하며, 어묵 별자리를 창조하고, 고양이로 변장할 정도다.
- 츠바메(ツバメ) / 달래 (성우 : 시라이시 후유미/전숙경)

이가(伊賀)류 닌자 소녀. 핫토리와는 이럴 적부터 친구로 지냈다. 핫토리를 따라 미츠바(타로)집안에 와서 소동을 일으키곤 한다. 한국판에서는 충청 방언을 쓰기도 한다.
- 핫토리(服部) 형제의 부친

핫토리 형제의 부친. 이가류의 닌자 학교 강사이다.
- 핫토리(服部) 형제의 모친

핫토리 형제의 모친. 항상 미소를 잃지 않고 온화하고 상냥한 성격. 체중이 무거운 것이 옥의 티.

### 미츠바(三葉) 집안
- 미츠바 켄이치(三葉ケン一) / 선우 타로 (성우 : 스가야 마사코/김지혜)

통칭은 켄짱이라 불리는 소년. 핫토리가 얹혀 살고 있는 미츠바 집안에 아들이며, 초등학교 4학년(10세) 소년. 유메코(유미)를 좋아하며, 케무조(진진)와는 삼각관계라서 유메코의 관심을 끌기 위해 항상 케무조와 말싸움을 한다. 수업을 못 따라가거나, 그런 정도는 아니라 공부 성적도 중하위권이다. 공부, 운동 뭐 하나썩 보이지는 않지만 사진 촬영 솜씨만큼은 어느 정도 봐 줄 만하다.
- 미츠바 켄타로 (三葉健太郎) (성우 : 후지모토 유즈루/엄상현)

다만 이름으로 불리는 일은 잘 없다. 왠지 키테 에이이치와 키테 에이타로의 관계가 생각난다. 회사원으로, 과장의 직급을 가지고 있다. 명실공한 애처가. 옛날에는 꽤 잘나가는 청춘이였다는듯 하다.
- 미츠바의 어머니 (성우 : 나시와 유리/장은숙)

켄타로의 아내이자 전업주부이며. 미인이라고 한다. 노비타 엄마에 비하면 성격이 상당히 느긋한 편이지만 화낼 때는 제대로 화낸다. 요리를 잘하며 특히 핫케이크를 잘한다. 그래도 엉뚱한 면이 좀 있고 시청자들에게 좀 욕먹을 행동도 하긴 한다.

## 외국판

### 대한민국
국내에는 2005년 12월 19일부터 재능TV(2005년 첫 방영 당시에는 JEI 재능방송)를 통해 5기까지 방영되었다가, 5년 뒤인 2010년 12월부터는 카툰네트워크에서 재능판을 가져다 편성하였다가 종영되었다. 현재는 카툰네트워크에서 뉴 꾸러기 닌자 토리를 방송하고 있다.
주인공인 닌자 핫토리 간조(토리)는 특유의 사투리스런 억양에 '닌닌닌닌닌' 거리는 말투가 특징으로 한국판은 충청도 방언을 사용해 말투를 표현했다.

### 중국
중국에서는 제목이 "小忍者"(작은 닌자)이며 핫토리의 이름은 哈特利 Hātūlì[*]이다.

## 참고 문헌
- 『전괴수괴인』 상권, 게이분사, 1990년 3월 24일. C코드 C0676. ISBN 4-7669-0962-3.
- 『초인화보 국산가공 히어로 40년의 발자취』 다케쇼보/이온 편, 다케쇼보, 1995년 11월 30일. C코드 C0076. ISBN 4-88475-874-9.

## 같이 보기
- 20세기 소년 - 이야기의 중요 인물이 핫토리군의 가면을 착용.